# SimFarm
SimFarm je videohra, ve které hráči budují a spravují virtuální farmu. Byla vyvinuta společností Maxis a vydána v roce 1993; jedná se o spin-off hry SimCity z roku 1989. Součástí hry byla příručka pro učitele k výuce hry ve třídě s předlohami, jež bylo možné okopírovat pro výuku, a uživatelská příručka. V roce 1996 bylo SimFarm a několik dalších simulačních her od Maxisu znovu vydáno pod názvem Maxis Collector Series s lepší kompatibilitou se systémem Windows 95 a odlišnými obaly krabic, včetně přidání popisu Classics pod jejich názvem.

## Hratelnost
Hra simuluje skutečnou farmu. Důležité je udržovat plodiny zalité, ve správné teplotě apod. Na farmu mohou dorazit katastrofy jako třeba písečné bouře, škůdci, atd. Tyto katastrofy mohou zdevastovat sklizeň, proto se hráč musí proti nim bránit. Pokud byla sklizeň výnosná, hráč si může příští herní rok rozšířit pozemek
Ve hře je také město. Je to simulace SimCity. Hráč s ním může komunikovat tak, že vymění dláždice, navrhne letiště, atd.

## Kritika
| Udělil        | Skóre |
| ------------- | ----- |
| PC Games (DE) | 74 %  |
| PC Games (US) | 8/10  |

Časopis Computer Gaming World pochválil v roce 1993 grafiku a dokumentaci hry. Došel k závěru, že hra „není dokonalá, ale naučit se SimFarm je velká zábava“. Přestože PC Games udělilo ve své recenzi hře 74 %, kritizovalo její monotónnost a uvedlo: „Na obalu ji inzerují slovy „venkovský bratranec Sim City“ a nic víc byste od tohoto programu neměli očekávat“.